# 93-й окремий лінійно-вузловий полк зв'язку (Україна)
93-й окремий Ясський ордена Червоної Зірки лінійно-вузловий полк зв'язку (93 ОЛВПЗ, в/ч А1735) — розформована частина військ зв'язку.

## Історія
Частина була створена в липні 1941 року.
У 1991 році полк включений до складу Збройних Сил України.
19 січня 1992 року особовий склад склав присягу на вірність українському народу.
У 2009 році житомирський полк зв’язку визнаний кращою частиною 8 армійського корпусу.
У липні 2011 року полк урочисто відсвяткував ювілей з дня створення.
У березні 2014 році полк був розформований.

## Командири
- полковник Юрій Левченко (1998 - 2005)
- полковник Віктор Остапчук (2005 — 2013)
- полковник Олексій Кім (2013 - 2014)[джерело?]